# Memorial Address
Albums de Ayumi Hamasaki
RAINBOW
(2003) MY STORY
(2004)
EPs par Ayumi Hamasaki
FIVE
(2011)
Compilations par Ayumi Hamasaki
A BALLADS
(2003)
Singles
Memorial address est le premier mini-album de Ayumi Hamasaki sorti sous le label avex trax, entre ses 5e et 6e albums originaux.

## Présentation
Le disque sort le 17 décembre 2003 au Japon sous le label avex trax, produit par Max Matsuura ; il sort un an pile après le 5e album original de la chanteuse : RAINBOW, et un an pile avant son 6e : MY STORY. Il atteint la première place du classement de l'Oricon. Il se vend à 524 028 exemplaires la première semaine, et reste classé pendant quarante-huit semaines, pour un total de 1 062 297 exemplaires vendus durant cette période. C'est la meilleure vente d'un mini-album par une chanteuse japonaise ; en 2008, il devient le 250e album japonais le plus vendu au Japon. C'est le premier disque de Hamasaki à sortir aussi en version CD+DVD avec un DVD supplémentaire contenant les vidéoclips des titres et des extraits d'un concert.
Le disque est présenté comme un mini-album spécial, bien que sa durée avoisine les 40 minutes. Il contient sept chansons, plus une huitième en bonus. Cinq d'entre elles étaient déjà parues en face A des singles sortis dans l'année : & (triple face A contenant ourselves, Greatful days et HANABI 〜episode II〜), forgiveness, et No way to say. Chaque chanson, excepté la chanson-titre en bonus, bénéficie d'un vidéoclip qui figure sur le DVD. Deux des chansons inédites, ANGEL'S SONG et Because of You, ont servi de thèmes musicaux pour des campagnes publicitaires pour des produits de la marque Panasonic.

## Liste des titres
Toutes les paroles sont écrites par Ayumi Hamasaki.
| 1. | ANGEL'S SONG                                    | Tetsuya Yukumi | 4:56 |
| 2. | Greatful days                                   | Bounceback     | 4:37 |
| 3. | Because of You                                  | Bounceback     | 5:20 |
| 4. | ourselves                                       | Bounceback     | 4:31 |
| 5. | HANABI 〜episode II〜                           | D.A.I. & CREA  | 4:53 |
| 6. | No way to say                                   | Bounceback     | 4:43 |
| 7. | forgiveness                                     | D.A.I. & CREA  | 5:49 |
| 8. | Memorial address (Take 2 Version) (titre bonus) | Tetsuya Yukumi | 3:56 |

| 1. | ANGEL'S SONG (vidéoclip)                                         |  |
| 2. | Greatful days (vidéoclip)                                        |  |
| 3. | Because of You (vidéoclip)                                       |  |
| 4. | ourselves (vidéoclip)                                            |  |
| 5. | HANABI 〜episode II〜 (vidéoclip)                                |  |
| 6. | No way to say (vidéoclip)                                        |  |
| 7. | forgiveness (vidéoclip)                                          |  |
| 8. | Special Digest from « A museum 〜30th single collection live〜 » |  |